# 普吕姆楚尔莱
普吕姆楚尔莱是德国莱茵兰-普法尔茨州的一个市镇。总面积3.88平方公里，总人口545人，其中男性274人，女性271人（2011年12月31日），人口密度140人/平方公里。